# Kari Häkämies
Pour les articles homonymes, voir Häkämies.

Kari Pekka Häkämies (né le 17 septembre 1956 à Karhula) est un homme politique finlandais,,.

## Biographie
Kari Häkämies obtient son diplôme de fin d'études secondaires en 1975 et une licence en droit de l'Université d'Helsinki en 1980. Il obtient le grade de juge suppléant en 1982. 
Avant d'entrer en politique, Kari Häkämies a travaillé comme notaire au chapitre judiciaire de Kymi de 1981 à 1982 et en tant que directeur administratif du service social et de santé de la ville de Kotka à partir de 1982.
Il est membre du conseil municipal de Kotka de 1981 à 1996.
Kari Häkämies est député de la circonscription de Kymi du 21 mars 1987 au 31 juillet 1998.
Il est président de la Commission constitutionnelle du Parlement de 1995 à 1996.
Il est ministre de la Justice du gouvernement Lipponen I (02.02.1996–12.03.1998).
En 1998, Kari Häkämies quitte le Parlement et devient maire de Kuopio. 
Il est ministre de l'Intérieur du gouvernement Lipponen II (15.04.1999–31.08.2000).
En 2001, il devient chef de cabinet du ministre de l'Intérieur.
En 2003, Kari Häkämies doit démissionner de son poste de chef de cabinet en raison de harcellement et de violences contre une femme. 
Il démissionne en juin avec effet au 9 juillet 2003. 
Il sera condamné à une amende journalière de 90 jours, soit environ 3 000 euros, par le tribunal de district de Raasepori.
De 2004 à 2005, Kari Häkämiesest comme avocat-conseil pour le cabinet d'avocats Turkki & Kokko. 
En 2005, il devient directeur administratif des services sociaux et de santé de la ville de Kotka. 
En avril 2009, Kari Häkämies est élu maire de Hämeenkyrö.
Il démissionne de ce poste en janvier 2011 indiquant qu'il repartait pour Kotka avec sa famille et continuerait à travailler comme avocat. 
En juin 2011, Kari Häkämies est élu maire de Pyhtää et il prend ses fonctions en août 2011.
En août 2012, Kari Häkämies devient directeur général de l'Agence d'administration régionale du sud-ouest de la Finlande à Turku
En février 2015, il devient directeur de la région de Finlande-Propre.

## Écrits
Kari Häkämies est auteur de romans policiers:
- (fi) Rehelliseksi tunnettu, Helsinki, Teos, 2010 (ISBN 978-951-8-51281-6)
- (fi) Kuuma puhelu, Saarijärvi, Vakka & Kansi, 2010 (ISBN 978-952-5912-05-0)
- (fi) Presidentin murhe, Helsinki, Teos, 2011 (ISBN 978-951-851-367-7)
- (fi) Poliittinen ruumis, Helsinki, Crime Time, 2012 (ISBN 978-952-5918-74-8)
- (fi) Erään yhtiön murha, Helsinki, Teos, 2014 (ISBN 978-951-851-585-5)
- (fi) Anteeksi ei voi antaa, Helsinki, Teos, 2015 (ISBN 978-951-851-678-4)
- (fi) Kaksoiselämää, Helsinki, Teos, 2017 (ISBN 978-951-851-806-1)
- (fi) Vallanjano, Helsinki, Teos, 2018 (ISBN 978-951-851-899-3)
- (fi) Vallankahva, Helsinki, Teos, 2019 (ISBN 978-951-851-978-5)
- (fi) Vallan hinta, Helsinki, Teos, 2020 (ISBN 978-952-363-081-9)
- (fi) Pormestari-painajainen, Helsinki, Crime Time, 2021 (ISBN 978-952-291-975-5)